# Sodankylä
Sodankyläa é uma cidade, e município, da Finlândia, situada na região da Lapónia.